# Американский институт права
Американский институт права (англ. The American Law Institute; ALI) учреждён в 1923 году для содействия разъяснению и упрощению общего права США и его адаптации к меняющимся потребностям общества. Американский институт права составляет, утверждает и публикует тексты Свода норм права (Restatements of the Law), Принципов права (Principles of the Law), модельных кодексов, а также готовит другие предложения по реформированию права. Американский институт права базируется в Филадельфии (штат Пенсильвания), возле юридического факультета (Earle Mack School of Law) Университета им. Дрекселя (Drexel University) и юридического факультета Университета Пенсильвании (University of Pennsylvania Law School).

## Создание института
Американский институт права был основан в 1923 году по инициативе Уильяма Дрэпера Льюиса (William Draper Lewis), декана юридического факультета Университета Пенсильвании, после исследования, проведённого группой известных американских судей, юристов и преподавателей, которые стремились изучить неопределённую и сложную природу американского права начала XX века. Согласно Комиссии по созданию постоянной организации для совершенствования права(Committee on the Establishment of a Permanent Organization for the Improvement of the Law), неопределённость права частично была вызвана отсутствием согласия в отношении фундаментальных принципов системы общего права, а сложность права объяснялась многочисленными вариациями в разных юрисдикциях. Комиссия рекомендовала учредить постоянно действующее общество для совершенствования законодательства и отправления правосудия научным образом.
Организация была учреждена в пятницу 23 февраля 1923 года на собрании, созванном этой Комиссией в аудитории Memorial Continental Hall в Вашингтоне. Согласно свидетельству об учреждении Американского института права, его цель — «содействие разъяснению и упрощению права и лучшей его адаптации к потребностям общества, для улучшения отправления правосудия, а также для поощрения и ведения научной работы в области юриспруденции».

## Членство
Число членов Американского института права ограничено 4 тысячами судей, юристов и учёных-юристов широкого спектра областей юридической практики, из всех областей США и многих иностранных государств. Кандидатуру нового члена Института должен предложить действующий его член, который даёт письменную рекомендацию, причём кандидатура должна быть поддержана двумя другими членами. Предложенные кандидатуры оценивает Комитет по приёму в члены, который производит отбор с учётом ряда факторов, включая профессиональные достижения, черты характера и проявленный интерес к совершенствованию законодательства.
Члены Американского института права обязаны активно поддерживать работу Института, включая участие в ежегодных собраниях и других конференций по проектам, в ступление в консультативные членские группы по проектам Института, представление комментариев к проектам документов по проектам. Членов просят писать, выступать и голосовать, основываясь на собственных личных и профессиональных убеждениях, без учёта интересов клиентов, в целях поддержания репутации Института в части проведения глубокого и беспристрастного анализа.

## Органы управления
Управление Институтом осуществляет Совет, работающий на общественных началах совет директоров, который контролирует управление деятельностью и проектами Института. Насчитывая не менее 42 и не более 65 членов, Совет состоит из юристов, судей и учёных и представляет широкий круг областей права и опыта работы. Члены Совета избираются из числа членов Института сроком на пять лет, с возможностью выдвижения ещё на два срока. Согласно действующему регламенту, член Совета может просить о назначении почётным членом по достижении 70 лет; за работу в Совете не менее десяти лет подряд; или за пребывание в Совете в течение трёх сроков. Заседания Совета Института обычно проводятся в мае, октябре и январе.

### Должностные лица
За исключением директора и заместителя директора, должностные лица Института работают на общественных началах. Выбираемые Советом должностные лица включают президента, вице-президента, казначея, секретаря, директора и заместителя директора.

### Президенты
- Джордж У. Викершам (George W. Wickersham; 1923—1936)
- Джордж Уортон Пеппер (George Wharton Pepper; 1936—1947)
- Харрисон Твид (Harrison Tweed; 1947—1961)
- Норрис Даррелл (Norris Darrell; 1961—1976)
- Амми Каттер (R. Ammi Cutter; 1976—1980)
- Росуэлл Б. Перкинс (Roswell B. Perkins; 1980—1993)
- Чарльз Алан Райт (Charles Alan Wright; 1993—2000)
- Майкл Трэйнор (Michael Traynor; 2000—2008)
- Роберта Купер Рамо (Roberta Cooper Ramo; 2008—2017)
- Дэвид Ф. Леви (David F. Levi; 2017 — по настоящее время)[3]

### Директора
- Уильям Дрэпер Льюис (William Draper Lewis; 1923—1947)
- Герберт Фанк Гудрич (Herbert Funk Goodrich; 1947—1962)
- Герберт Вечслер (Herbert Wechsler; 1963—1984)
- Джеффри Хазард-младший (Geoffrey C. Hazard, Jr.; 1984—1999)
- Лэнс Либман (Lance Liebman; 1999—2014)
- Ричард Реверс (Richard Revesz; с 2014 по настоящее время)

## Своды норм права
Первой работой Института после создания стал всеобъемлющий свод норм права основных субъектов права, который бы информировал судей и юристов о том, что есть закон. Эта работа стала тем, благодаря чему ALI наиболее известен: Свод норм права США (Restatement of the Law). С 1923 года по 1944 год были разработаны Своды норм права США в области агентских правоотношений, коллизионных норм, договоров, судебных решений, имущественных правоотношений, реституции, обеспечения, деликтных правоотношений (Torts), доверительной собственности (Trusts). В 1952 году Институт начал работу над Вторым сводом норм права США (Restatement Second) — обновлением первоначального Свода норм права с новым анализом и понятиями и расширенным кругом источников. Также была предпринята работа над Сводом норм права США в области законодательства об иностранных отношениях (Restatement on Foreign Relations Law of the United States).
В 1987 году была начата третья серия Сводов норм права с нового Свода норм права США в области законодательства об иностранных отношениях. В Третий свод (Restatement Third) ныне входят тома об агентских правоотношениях (Agency), законодательстве, регулирующем деятельность юристов, имущественных правоотношениях (ипотека, сервитуты, наследственное право и другие виды дарения), реституции и неосновательном обогащении, поручительстве и гарантии, деликтных правоотношениях (ответственность производителя, распределение ответственности, причинение вреда здоровью), недобросовестной конкуренции. Ведётся работа по новым проектам в рамках Третьего свода в области экономических деликтных отношений (Economic Torts), трудового прва, доверительной собственности, законодательства США в области международного коммерческого арбитража.
Своды норм права в основном представляют собой кодификацию выработанных судьями доктрин прецедентного права, общего права, которые формируются со временем в силу действия принципа обязывающей силы прецедентов ("stare decisis". Хотя сами по себе Своды норм права не являются обязывающими, они в высшей степени убедительны, поскольку формулируются в течение нескольких лет при огромном участии преподавателей права, практикующих юристов и судей. Они призваны отразить консенсус американского юридического сообщества в отношении того, каков закон (а в некоторых областях — каким он должен стать). В целом, Свод норм права — один из наиболее авторитетных и широко используемых источников права второстепенного значения, охватывающий практически все области общего права.